# Konstantyn (Petrow)
Konstantyn, imię świeckie Kojczo Wasilew Petrow (ur. 18 maja 1941 w Złatosele, zm. 23 maja 2017) – bułgarski biskup prawosławny.

## Życiorys
Jest absolwentem seminarium duchownego w Sofii oraz Akademii Duchownej w tym samym mieście. Na kapłana został wyświęcony jako mężczyzna żonaty 10 marca 1968; jego małżeństwo zakończyło się rozwodem. Służył w metropolii sofijskiej.
Przystąpił do Bułgarskiego Kościoła Prawosławnego – Synodu alternatywnego. W tymże niekanonicznym Kościele złożył wieczyste śluby mnisze, otrzymał godność archimandryty, zaś 27 sierpnia 1997 został wyświęcony na biskupa. Nosił tytuł biskupa znepolskiego. W 1998 decyzją rozszerzonego Soboru Panprawosławnego Konstantyn (Petrow), podobnie jak inni biskupi wyświęceni przez Synod alternatywny, został przyjęty powtórnie do Bułgarskiego Kościoła Prawosławnego po złożeniu aktu pokutnego, przy uznaniu jego święceń biskupich. Zmianie uległ jedynie jego tytuł na biskup marcjanopolski. Ponownie podjął służbę duszpasterską w metropolii sofijskiej, w cerkwi św. Eliasza w Sofii. Był spowiednikiem duchownych metropolii sofijskiej, kilkakrotnie prowadził również nabożeństwa paschalne w cerkwi św. Szczepana w Stambule.
Zmarł 23 maja 2017.